# Skilanglauf-Weltcup 2010/11
Der Skilanglauf-Weltcup 2010/11 war eine von der FIS organisierte Wettkampfserie, die am 20. November 2010 in Gällivare begann und am 20. März 2011 in Falun endete. Höhepunkt der Saison waren die Nordischen Skiweltmeisterschaften vom 24. Februar bis 8. März 2011 in Oslo, wobei die Skilanglaufwettbewerbe am Holmenkollen ausgetragen wurden.
Zum fünften Mal wurde im Rahmen des Weltcups die Tour de Ski ausgetragen, ein Etappenrennen, für das es im Falle des Sieges 400 anstatt der üblichen 100 Weltcuppunkte gibt. Außerdem fand zum vierten Mal das Weltcup-Finale statt, ebenfalls ein Etappenrennen, dessen Sieger 200 Punkte erhält.

## Regeln
Bei allen Massenstartwettbewerben werden abhängig von der Distanz des Wettbewerbs bis zu fünf Zwischenwertungen ausgetragen, bei denen die ersten drei Athleten/Athletinnen 15, 10 bzw. 5 zusätzliche Weltcuppunkte zugesprochen bekommen.
Bei den Sprintwettbewerben werden die Austragung der B-Finalläufe gestrichen. Die Platzierungen sieben bis zwölf werden somit abhängig von Zeit/ Platzierung in den Halbfinalläufen vergeben.
Wie schon im Vorjahr, werden die bei einer Etappe der Tour de Ski errungenen Weltcuppunkte einem Athleten/einer Athletin auch dann zugesprochen, wenn er/sie die Tour nicht beendet.

## Männer

### Podestplätze Männer
| Datum                                                                       | Austragungsort               | Disziplin                    | Sieger                                                                  | Zweiter                                                                      | Dritter                                                                           | Gelbes Trikot    |
| --------------------------------------------------------------------------- | ---------------------------- | ---------------------------- | ----------------------------------------------------------------------- | ---------------------------------------------------------------------------- | --------------------------------------------------------------------------------- | ---------------- |
| 20.11.2010                                                                  | Gällivare                    | 15 km Freistil               | Marcus Hellner                                                          | Dario Cologna                                                                | Daniel Rickardsson                                                                | Marcus Hellner   |
| 21.11.2010                                                                  | Gällivare                    | 4 × 10 km Staffel            | Schweden IMats Larsson Johan Olsson Daniel Rickardsson Marcus Hellner   | Russland IJewgeni Below Maxim Wylegschanin Pjotr Sedow Alexander Legkow      | Norwegen IEldar Rønning Martin Johnsrud Sundby Chris Jespersen Sjur Røthe         | Marcus Hellner   |
| Nordic Opening                                                              |                              |                              |                                                                         |                                                                              |                                                                                   | Marcus Hellner   |
| 26.11.2010                                                                  | Kuusamo                      | Sprint klassisch             | John Kristian Dahl                                                      | Alexei Poltoranin                                                            | Sami Jauhojärvi                                                                   | Marcus Hellner   |
| 27.11.2010                                                                  | Kuusamo                      | 10 km klassisch              | Dario Cologna                                                           | Alexander Legkow                                                             | Daniel Rickardsson                                                                | Dario Cologna    |
| 28.11.2010                                                                  | Kuusamo                      | 15 km Verfolgung Freistil    | Lukáš Bauer                                                             | Ilja Tschernoussow                                                           | Marcus Hellner                                                                    | Marcus Hellner   |
| Nordic-Opening-Gesamtwertung                                                | Nordic-Opening-Gesamtwertung | Nordic-Opening-Gesamtwertung | Alexander Legkow                                                        | Dario Cologna                                                                | Daniel Rickardsson                                                                | Alexander Legkow |
| 04.12.2010                                                                  | Düsseldorf                   | Sprint Freistil              | Emil Jönsson                                                            | Fulvio Scola                                                                 | Øystein Pettersen                                                                 | Alexander Legkow |
| 05.12.2010                                                                  | Düsseldorf                   | Teamsprint Freistil          | Norwegen IIOla Vigen Hattestad Anders Gløersen                          | Schweden IMats Larsson Emil Jönsson                                          | Italien IIFabio Pasini David Hofer                                                | Alexander Legkow |
| 11.12.2010                                                                  | Davos                        | 15 km klassisch              | Alexei Poltoranin                                                       | Alexander Legkow                                                             | Lukáš Bauer                                                                       | Alexander Legkow |
| 12.12.2010                                                                  | Davos                        | Sprint Freistil              | Emil Jönsson                                                            | Alexei Petuchow                                                              | Dario Cologna                                                                     | Dario Cologna    |
| 18.12.2010                                                                  | La Clusaz                    | 30 km Freistil Massenstart   | Maxim Wylegschanin                                                      | Petter Northug                                                               | Alexander Legkow                                                                  | Alexander Legkow |
| 19.12.2010                                                                  | La Clusaz                    | 4 × 10 km Staffel            | SchweizToni Livers Dario Cologna Remo Fischer Curdin Perl               | Russland IJewgeni Below Alexander Legkow Pjotr Sedow Maxim Wylegschanin      | Norwegen IEldar Rønning Martin Johnsrud Sundby Tord Asle Gjerdalen Petter Northug | Alexander Legkow |
| 5. Tour de Ski                                                              |                              |                              |                                                                         |                                                                              |                                                                                   | Alexander Legkow |
| 31.12.2010                                                                  | Oberhof                      | 3,75 km Prolog Freistil      | Marcus Hellner                                                          | Alexei Petuchow                                                              | Petter Northug                                                                    | Alexander Legkow |
| 01.01.2011                                                                  | Oberhof                      | 15 km Verfolgung klassisch   | Dario Cologna                                                           | Devon Kershaw                                                                | Alexander Legkow                                                                  | Alexander Legkow |
| 02.01.2011                                                                  | Oberstdorf                   | Sprint klassisch             | Emil Jönsson                                                            | Devon Kershaw                                                                | Dario Cologna                                                                     | Alexander Legkow |
| 03.01.2011                                                                  | Oberstdorf                   | 20 km Skiathlon              | Matti Heikkinen                                                         | Dario Cologna                                                                | Martin Jakš                                                                       | Dario Cologna    |
| 05.01.2011                                                                  | Toblach                      | Sprint Freistil              | Devon Kershaw                                                           | Dario Cologna                                                                | Petter Northug                                                                    | Dario Cologna    |
| 06.01.2011                                                                  | Cortina–Toblach              | 35 km Verfolgung Freistil    | Dario Cologna                                                           | Marcus Hellner                                                               | Petter Northug                                                                    | Dario Cologna    |
| 08.01.2011                                                                  | Val di Fiemme                | 20 km klassisch Massenstart  | Petter Northug                                                          | Dario Cologna                                                                | Devon Kershaw                                                                     | Dario Cologna    |
| 09.01.2011                                                                  | Val di Fiemme                | 9 km Verfolgung Freistil     | Lukáš Bauer                                                             | Roland Clara                                                                 | Curdin Perl                                                                       | Dario Cologna    |
| Tour-de-Ski-Gesamtwertung                                                   | Tour-de-Ski-Gesamtwertung    | Tour-de-Ski-Gesamtwertung    | Dario Cologna                                                           | Petter Northug                                                               | Lukáš Bauer                                                                       | Dario Cologna    |
| 15.01.2011                                                                  | Liberec                      | Sprint Freistil              | Ola Vigen Hattestad                                                     | Federico Pellegrino                                                          | Dušan Kožíšek                                                                     | Dario Cologna    |
| 16.01.2011                                                                  | Liberec                      | Teamsprint klassisch         | Norwegen IOla Vigen Hattestad Johan Kjølstad                            | Schweden IMats Larsson Jesper Modin                                          | Norwegen IIEirik Brandsdal John Kristian Dahl                                     | Dario Cologna    |
| 22.01.2011                                                                  | Otepää                       | 15 km klassisch              | Eldar Rønning                                                           | Daniel Rickardsson                                                           | Maxim Wylegschanin                                                                | Dario Cologna    |
| 23.01.2011                                                                  | Otepää                       | Sprint klassisch             | Eirik Brandsdal                                                         | Ola Vigen Hattestad                                                          | Nikita Krjukow                                                                    | Dario Cologna    |
| 04.02.2011                                                                  | Rybinsk                      | 20 km Skiathlon              | Ilja Tschernoussow                                                      | Jean-Marc Gaillard                                                           | Maurice Manificat                                                                 | Dario Cologna    |
| 05.02.2011                                                                  | Rybinsk                      | Sprint Freistil              | Alexei Petuchow                                                         | Ola Vigen Hattestad                                                          | Anders Gløersen                                                                   | Dario Cologna    |
| 06.02.2011                                                                  | Rybinsk                      | 4 × 10 km Staffel            | Russland IJewgeni Below Maxim Wylegschanin Pjotr Sedow Alexander Legkow | Italien IValerio Checchi Giorgio Di Centa Roland Clara Pietro Piller Cottrer | DeutschlandAndy Kühne Franz Göring Tom Reichelt Tobias Angerer                    | Dario Cologna    |
| 19.02.2011                                                                  | Drammen                      | 15 km klassisch              | Daniel Rickardsson                                                      | Martin Johnsrud Sundby                                                       | Petter Northug                                                                    | Dario Cologna    |
| 20.02.2011                                                                  | Drammen                      | Sprint Freistil              | Emil Jönsson                                                            | Alex Harvey                                                                  | Petter Northug                                                                    | Dario Cologna    |
| 24. Februar bis 8. März 2011 – 48. Nordische Skiweltmeisterschaften in Oslo |                              |                              |                                                                         |                                                                              |                                                                                   | Dario Cologna    |
| 12.03.2011                                                                  | Lahti                        | 20 km Skiathlon              | Dario Cologna                                                           | Maurice Manificat                                                            | Vincent Vittoz                                                                    | Dario Cologna    |
| 13.03.2011                                                                  | Lahti                        | Sprint klassisch             | Emil Jönsson                                                            | Eirik Brandsdal                                                              | Pål Golberg                                                                       | Dario Cologna    |
| Weltcup-Finale                                                              |                              |                              |                                                                         |                                                                              |                                                                                   | Dario Cologna    |
| 16.03.2011                                                                  | Stockholm                    | Sprint klassisch             | Emil Jönsson                                                            | Petter Northug                                                               | Ola Vigen Hattestad                                                               | Dario Cologna    |
| 18.03.2011                                                                  | Falun                        | 3,3 km Prolog klassisch      | Ilja Tschernoussow                                                      | Petter Northug                                                               | Maxim Wylegschanin                                                                | Dario Cologna    |
| 19.03.2011                                                                  | Falun                        | 20 km Skiathlon              | Petter Northug                                                          | Giorgio Di Centa                                                             | Daniel Rickardsson                                                                | Dario Cologna    |
| 20.03.2011                                                                  | Falun                        | 15 km Verfolgung Freistil    | Finn Hågen Krogh                                                        | Maurice Manificat                                                            | Lukáš Bauer                                                                       | Dario Cologna    |
| Weltcup-Finale-Gesamtwertung                                                | Weltcup-Finale-Gesamtwertung | Weltcup-Finale-Gesamtwertung | Petter Northug                                                          | Finn Hågen Krogh                                                             | Dario Cologna                                                                     | Dario Cologna    |

### Verlauf Disziplinweltcups

#### Sprint
| Datum                                        | Ort        | Disziplin        | Rennsieger          | Rotes Trikot        |
| -------------------------------------------- | ---------- | ---------------- | ------------------- | ------------------- |
| Nordic Opening                               |            |                  |                     |                     |
| 26.11.2010                                   | Kuusamo    | Sprint klassisch | John Kristian Dahl  | John Kristian Dahl  |
| 04.12.2010                                   | Düsseldorf | Sprint Freistil  | Emil Jönsson        | Emil Jönsson        |
| 12.12.2010                                   | Davos      | Sprint Freistil  | Emil Jönsson        | Emil Jönsson        |
| 5. Tour de Ski                               |            |                  |                     | Emil Jönsson        |
| 02.01.2011                                   | Oberstdorf | Sprint klassisch | Emil Jönsson        | Emil Jönsson        |
| 05.01.2011                                   | Toblach    | Sprint Freistil  | Devon Kershaw       | Emil Jönsson        |
| 15.01.2011                                   | Liberec    | Sprint Freistil  | Ola Vigen Hattestad | Emil Jönsson        |
| 23.01.2011                                   | Otepää     | Sprint klassisch | Eirik Brandsdal     | Emil Jönsson        |
| 05.02.2011                                   | Rybinsk    | Sprint Freistil  | Alexei Petuchow     | Ola Vigen Hattestad |
| 20.02.2011                                   | Drammen    | Sprint Freistil  | Emil Jönsson        | Emil Jönsson        |
| 48. Nordische Skiweltmeisterschaften in Oslo |            |                  |                     | Emil Jönsson        |
| 13.03.2011                                   | Lahti      | Sprint klassisch | Emil Jönsson        | Emil Jönsson        |
| Weltcup-Finale                               |            |                  |                     | Emil Jönsson        |
| 16.03.2011                                   | Stockholm  | Sprint klassisch | Emil Jönsson        | Emil Jönsson        |

#### Distanz
| Datum                                        | Ort             | Disziplin                   | Rennsieger         | Rotes Trikot     |
| -------------------------------------------- | --------------- | --------------------------- | ------------------ | ---------------- |
| 20.11.2010                                   | Gällivare       | 15 km Freistil              | Marcus Hellner     | Marcus Hellner   |
| Nordic Opening                               |                 |                             |                    | Marcus Hellner   |
| 27.11.2010                                   | Kuusamo         | 10 km klassisch             | Dario Cologna      | Dario Cologna    |
| 28.11.2010                                   | Kuusamo         | 15 km Verfolgung Freistil   | Lukáš Bauer        | Marcus Hellner   |
| 11.12.2010                                   | Davos           | 15 km klassisch             | Alexei Poltaranin  | Alexander Legkow |
| 18.12.2010                                   | La Clusaz       | 30 km Freistil Massenstart  | Maxim Wylegschanin | Alexander Legkow |
| 5. Tour de Ski                               |                 |                             |                    | Alexander Legkow |
| 31.12.2010                                   | Oberhof         | 3,75 km Prolog Freistil     | Marcus Hellner     | Alexander Legkow |
| 01.01.2011                                   | Oberhof         | 15 km Verfolgung klassisch  | Dario Cologna      | Alexander Legkow |
| 03.01.2011                                   | Oberstdorf      | 20 km Skiathlon             | Matti Heikkinen    | Alexander Legkow |
| 06.01.2011                                   | Cortina–Toblach | 35 km Verfolgung Freistil   | Dario Cologna      | Dario Cologna    |
| 08.01.2011                                   | Val di Fiemme   | 20 km klassisch Massenstart | Petter Northug     | Dario Cologna    |
| 09.01.2011                                   | Val di Fiemme   | 9 km Verfolgung Freistil    | Lukáš Bauer        | Dario Cologna    |
| 22.01.2011                                   | Otepää          | 15 km klassisch             | Eldar Rønning      | Dario Cologna    |
| 04.02.2011                                   | Rybinsk         | 20 km Skiathlon             | Ilja Tschernoussow | Dario Cologna    |
| 19.02.2011                                   | Drammen         | 15 km klassisch             | Daniel Rickardsson | Dario Cologna    |
| 48. Nordische Skiweltmeisterschaften in Oslo |                 |                             |                    | Dario Cologna    |
| 12.03.2011                                   | Lahti           | 20 km Skiathlon             | Dario Cologna      | Dario Cologna    |
| Weltcup-Finale                               |                 |                             |                    | Dario Cologna    |
| 18.03.2011                                   | Falun           | 3,3 km Prolog Freistil      | Ilja Tschernoussow | Dario Cologna    |
| 19.03.2011                                   | Falun           | 20 km Skiathlon             | Petter Northug     | Dario Cologna    |

### Weltcupstände Männer
| Rang | Name                   | Punkte |
| ---- | ---------------------- | ------ |
| 01   | Dario Cologna          | 1566   |
| 02   | Petter Northug         | 1236   |
| 03   | Daniel Rickardsson     | 981    |
| 04   | Lukáš Bauer            | 923    |
| 05   | Alexander Legkow       | 796    |
| 06   | Emil Jönsson           | 746    |
| 07   | Marcus Hellner         | 695    |
| 08   | Devon Kershaw          | 602    |
| 09   | Jean-Marc Gaillard     | 589    |
| 10   | Alex Harvey            | 552    |
| 11.  | Maxim Wylegschanin     | 512    |
| 12.  | Ilja Tschernoussow     | 503    |
| 13.  | Maurice Manificat      | 488    |
| 14.  | Curdin Perl            | 447    |
| 15.  | Roland Clara           | 446    |
| 16.  | Martin Jakš            | 438    |
| 17.  | Giorgio di Centa       | 425    |
| 18.  | Ola Vigen Hattestad    | 407    |
| 19.  | Eldar Rønning          | 388    |
| 20.  | Pjotr Sedow            | 387    |
| 21.  | Alexei Petuchow        | 323    |
| 22.  | Jesper Modin           | 322    |
| 23.  | Vincent Vittoz         | 304    |
| 24.  | Fulvio Scola           | 283    |
| 25.  | Matti Heikkinen        | 280    |
| 26.  | Jens Filbrich          | 263    |
| 27.  | Kris Freeman           | 255    |
| 28.  | Martin Johnsrud Sundby | 252    |
| 29.  | Eirik Brandsdal        | 246    |
| 30.  | Sami Jauhojärvi        | 244    |
| 31.  | Jewgeni Below          | 244    |
| 32.  | Finn Hågen Krogh       | 243    |
| 33.  | Tord Asle Gjerdalen    | 237    |
| 34.  | Alexei Poltoranin      | 226    |
| 35.  | Thomas Moriggl         | 222    |
| 36.  | Andrew Newell          | 216    |
| 37.  | Tom Reichelt           | 204    |
| 38.  | John Kristian Dahl     | 203    |
| 39.  | Anders Södergren       | 193    |
| 40.  | Renato Pasini          | 190    |
| 41.  | Tobias Angerer         | 188    |
| 42.  | Ivan Babikov           | 179    |
| 43.  | Federico Pellegrino    | 177    |
| 44.  | Nikolai Morilow        | 176    |
| 45.  | Johan Olsson           | 167    |
| 46.  | Matias Strandvall      | 151    |
| 47.  | Nikolai Tschebotko     | 149    |
| 48.  | Loris Frasnelli        | 137    |
| 49.  | Axel Teichmann         | 133    |
| 50.  | Mats Larsson           | 129    |
| 51.  | Robin Duvillard        | 125    |
| 52.  | Tim Tscharnke          | 119    |
| 53.  | Simen Østensen         | 118    |
| 54.  | Dmitri Japarow         | 115    |
| 55.  | Nikita Krjukow         | 113    |
| 56.  | David Hofer            | 109    |
| 57.  | Øystein Pettersen      | 107    |
| 58.  | Ville Nousiainen       | 107    |
| 59.  | Remo Fischer           | 104    |

| Rang | Name                        | Punkte |
| ---- | --------------------------- | ------ |
| 60.  | Anders Gløersen             | 100    |
| 61.  | Calle Halfvarsson           | 99     |
| 62.  | Martti Jylhä                | 98     |
| 63.  | Pål Golberg                 | 96     |
| 64.  | Roger Aa Djupvik            | 95     |
| 65.  | Dušan Kožíšek               | 91     |
| 66.  | Valerio Checchi             | 86     |
| 67.  | Bernhard Tritscher          | 85     |
| 68.  | Jens Eriksson               | 83     |
| 69.  | Timo Simonlatser            | 81     |
| 70.  | Alexander Bessmertnych      | 78     |
| 71.  | Josef Wenzl                 | 74     |
| 72.  | Stanislaw Wolschenzew       | 71     |
| 73.  | Sjur Røthe                  | 71     |
| 74.  | Franz Göring                | 66     |
| 75.  | Christoph Eigenmann         | 66     |
| 76.  | Robin Bryntesson            | 64     |
| 77.  | Michail Dewjatjarow         | 64     |
| 78.  | Sergei Turyschew            | 64     |
| 79.  | Peeter Kümmel               | 62     |
| 80.  | Johan Kjølstad              | 61     |
| 81.  | Cyril Miranda               | 59     |
| 82.  | Teodor Peterson             | 54     |
| 83.  | Kein Einaste                | 53     |
| 84.  | Martin Jäger                | 50     |
| 85.  | Chris Jespersen             | 50     |
| 86.  | Andrus Veerpalu             | 49     |
| 87.  | Pietro Piller Cottrer       | 49     |
| 88.  | Yūichi Onda                 | 48     |
| 89.  | Gleb Retiwych               | 47     |
| 90.  | Len Väljas                  | 45     |
| 91.  | Anti Saarepuu               | 45     |
| 92.  | Sergei Dolidowitsch         | 43     |
| 93.  | Toni Livers                 | 40     |
| 94.  | Kristian Tettli Rennemo     | 40     |
| 95.  | Alexander Panschinski       | 39     |
| 96.  | Andrei Parfjonow            | 38     |
| 97.  | Juha Lallukka               | 38     |
| 98.  | Konstantin Glawatskich      | 37     |
| 99.  | Alexander Utkin             | 34     |
| 100. | Martin Bajcicak             | 34     |
| 101. | Jaak Mae                    | 34     |
| 102. | Kent Ove Clausen            | 33     |
| 103. | Jöri Kindschi               | 32     |
| 104. | Tomas Northug               | 31     |
| 105. | Hannes Dotzler              | 31     |
| 106. | Lasse Paakkonen             | 30     |
| 107. | Christophe Perrillat        | 30     |
| 108. | Mikhail Novichikhin         | 29     |
| 109. | Sebastian Eisenlauer        | 29     |
| 110. | Daniel Heun                 | 29     |
| 111. | Anssi Pentsinen             | 29     |
| 112. | Wladislaw Skobelew          | 28     |
| 113. | Petter Eliassen             | 26     |
| 114. | Martin Koukal               | 26     |
| 115. | Jiří Magál                  | 23     |
| 116. | Tore Martin Söbak Gundersen | 22     |
| 117. | Hans Petter Lykkja          | 22     |

| Rang | Name                   | Punkte |
| ---- | ---------------------- | ------ |
| 118. | Sun Qinghai            | 20     |
| 119. | Ronny Fredrik Ansnes   | 20     |
| 120. | Keishin Yoshida        | 20     |
| 121. | Benoît-Gilles Dufourd  | 19     |
| 122. | Harald Wurm            | 19     |
| 123. | Morten Eilifsen        | 18     |
| 124. | Odd-Bjørn Hjelmeset    | 18     |
| 125. | Snorri Einarsson       | 17     |
| 126. | Jesse Väänänen         | 16     |
| 127. | Anton Gafarow          | 16     |
| 128. | Nikolai Chochrjakow    | 15     |
| 129. | Andres Kollo           | 15     |
| 130. | Simeon Hamilton        | 15     |
| 131. | Aivar Rehemaa          | 14     |
| 132. | Lari Lehtonen          | 13     |
| 133. | Philip Widmer          | 13     |
| 134. | Eeri Vahtra            | 13     |
| 135. | Michail Sjamjonau      | 12     |
| 136. | Kaspar Kokk            | 12     |
| 137. | Mikhail Kuklin         | 12     |
| 138. | Fabio Pasini           | 12     |
| 139. | Siim Sellis            | 12     |
| 140. | Niklas Dyrhaug         | 11     |
| 141. | Alexis Bœuf            | 11     |
| 142. | Alexei Slepow          | 10     |
| 142. | Andreas Myran Steen    | 10     |
| 144. | Mathias Fredriksson    | 10     |
| 145. | Emmanuel Jonnier       | 9      |
| 146. | Karel Tammjärv         | 9      |
| 147. | Vahur Teppan           | 9      |
| 148. | Fredrik Jonsson        | 9      |
| 149. | Algo Kärp              | 9      |
| 150. | Igor Ussatschow        | 8      |
| 151. | Mariusz Michałek       | 7      |
| 152. | Niklas Colliander      | 7      |
| 153. | Ole Einar Bjørndalen   | 6      |
| 153. | Sondre Turvoll Fossli  | 6      |
| 155. | Manuel Hirner          | 5      |
| 156. | Andy Kühne             | 5      |
| 157. | Sergei Tscherepanow    | 5      |
| 158. | Markus Ottosson        | 5      |
| 159. | Artjom Schmurko        | 4      |
| 160. | Giovanni Gullo         | 4      |
| 161. | Alexander Slavutskiy   | 4      |
| 162. | Philipp Marschall      | 4      |
| 163. | Eligius Tambornino     | 3      |
| 164. | Roman Leybyuk          | 3      |
| 165. | Maciej Kreczmer        | 3      |
| 166. | Markus Bader           | 3      |
| 167. | Timo Andre Bakken      | 3      |
| 167. | Andrej Feller          | 3      |
| 167. | Sindre Bjørnestad Skar | 3      |
| 170. | Aljaksandr Lasutkin    | 2      |
| 171. | Maciej Starega         | 2      |
| 172. | Nikita Stupak          | 2      |
| 173. | Stefan Kuhn            | 1      |
| 174. | Valerio Leccardi       | 1      |
| 175. | Ivan Batory            | 1      |
| 176. | Andreas Katz           | 1      |

| Rang | Name               | Punkte |
| ---- | ------------------ | ------ |
| 1    | Dario Cologna      | 706    |
| 2    | Daniel Rickardsson | 568    |
| 3    | Lukáš Bauer        | 553    |
| 4    | Petter Northug     | 512    |
| 5    | Alexander Legkow   | 503    |
| 6    | Maxim Wylegschanin | 386    |
| 7    | Marcus Hellner     | 365    |
| 8    | Jean-Marc Gaillard | 364    |
| 9    | Ilja Tschernoussow | 342    |
| 10   | Maurice Manificat  | 308    |

| Rang | Name                | Punkte |
| ---- | ------------------- | ------ |
| 1    | Emil Jönsson        | 580    |
| 2    | Ola Vigen Hattestad | 407    |
| 3    | Jesper Modin        | 300    |
| 4    | Alexei Petuchow     | 277    |
| 5    | Fulvio Scola        | 275    |
| 6    | Eirik Brandsdal     | 239    |
| 7    | Petter Northug      | 204    |
| 8    | Andrew Newell       | 198    |
| 9    | Renato Pasini       | 190    |
| 10   | Alex Harvey         | 182    |

## Frauen

### Podestplätze Frauen
| Datum                                                                       | Austragungsort               | Disziplin                    | Sieger                                                                         | Zweiter                                                                              | Dritter                                                                             | Gelbes Trikot     |
| --------------------------------------------------------------------------- | ---------------------------- | ---------------------------- | ------------------------------------------------------------------------------ | ------------------------------------------------------------------------------------ | ----------------------------------------------------------------------------------- | ----------------- |
| 20.11.2010                                                                  | Gällivare                    | 10 km Freistil               | Marit Bjørgen                                                                  | Charlotte Kalla                                                                      | Arianna Follis                                                                      | Marit Bjørgen     |
| 21.11.2010                                                                  | Gällivare                    | 4 × 5 km Staffel             | Norwegen IVibeke Skofterud Therese Johaug Kristin Størmer Steira Marit Bjørgen | Schweden IBritta Johansson Norgren Anna Haag Maria Rydqvist Charlotte Kalla          | Italien IMagda Genuin Marianna Longa Silvia Rupil Arianna Follis                    | Marit Bjørgen     |
| Nordic Opening                                                              |                              |                              |                                                                                |                                                                                      |                                                                                     | Marit Bjørgen     |
| 26.11.2010                                                                  | Kuusamo                      | Sprint klassisch             | Marit Bjørgen                                                                  | Petra Majdič                                                                         | Astrid Uhrenholdt Jacobsen                                                          | Marit Bjørgen     |
| 27.11.2010                                                                  | Kuusamo                      | 5 km klassisch               | Marit Bjørgen                                                                  | Justyna Kowalczyk                                                                    | Petra Majdič                                                                        | Marit Bjørgen     |
| 28.11.2010                                                                  | Kuusamo                      | 10 km Verfolgung Freistil    | Therese Johaug                                                                 | Nicole Fessel                                                                        | Justyna Kowalczyk                                                                   | Marit Bjørgen     |
| Nordic-Opening-Gesamtwertung                                                | Nordic-Opening-Gesamtwertung | Nordic-Opening-Gesamtwertung | Marit Bjørgen                                                                  | Justyna Kowalczyk                                                                    | Charlotte Kalla                                                                     | Marit Bjørgen     |
| 04.12.2010                                                                  | Düsseldorf                   | Sprint Freistil              | Arianna Follis                                                                 | Kikkan Randall                                                                       | Vesna Fabjan                                                                        | Marit Bjørgen     |
| 05.12.2010                                                                  | Düsseldorf                   | Teamsprint Freistil          | Italien IMagda Genuin Arianna Follis                                           | Norwegen IMaiken Caspersen Falla Celine Brun-Lie                                     | KanadaDaria Gaiazova Chandra Crawford                                               | Marit Bjørgen     |
| 11.12.2010                                                                  | Davos                        | 10 km klassisch              | Marit Bjørgen                                                                  | Justyna Kowalczyk                                                                    | Therese Johaug                                                                      | Marit Bjørgen     |
| 12.12.2010                                                                  | Davos                        | Sprint Freistil              | Marit Bjørgen                                                                  | Arianna Follis                                                                       | Kikkan Randall                                                                      | Marit Bjørgen     |
| 18.12.2010                                                                  | La Clusaz                    | 15 km Freistil Massenstart   | Marit Bjørgen                                                                  | Justyna Kowalczyk                                                                    | Kristin Størmer Steira                                                              | Marit Bjørgen     |
| 19.12.2010                                                                  | La Clusaz                    | 4 × 5 km Staffel             | Norwegen IVibeke Skofterud Therese Johaug Kristin Størmer Steira Marit Bjørgen | Italien IVirginia De Martin Topranin Marianna Longa Silvia Rupil Arianna Follis      | SchwedenSara Lindborg Anna Haag Maria Rydqvist Charlotte Kalla                      | Marit Bjørgen     |
| 5. Tour de Ski                                                              |                              |                              |                                                                                |                                                                                      |                                                                                     | Marit Bjørgen     |
| 31.12.2010                                                                  | Oberhof                      | 2,5 km Prolog Freistil       | Justyna Kowalczyk                                                              | Charlotte Kalla                                                                      | Astrid Uhrenholdt Jacobsen                                                          | Marit Bjørgen     |
| 01.01.2011                                                                  | Oberhof                      | 10 km Verfolgung klassisch   | Justyna Kowalczyk                                                              | Krista Lähteenmäki                                                                   | Marianna Longa                                                                      | Marit Bjørgen     |
| 02.01.2011                                                                  | Oberstdorf                   | Sprint klassisch             | Petra Majdič                                                                   | Justyna Kowalczyk                                                                    | Astrid Uhrenholdt Jacobsen                                                          | Marit Bjørgen     |
| 03.01.2011                                                                  | Oberstdorf                   | 10 km Skiathlon              | Anna Haag                                                                      | Charlotte Kalla                                                                      | Marthe Kristoffersen                                                                | Marit Bjørgen     |
| 05.01.2011                                                                  | Toblach                      | Sprint Freistil              | Petra Majdič                                                                   | Arianna Follis                                                                       | Magda Genuin                                                                        | Marit Bjørgen     |
| 06.01.2011                                                                  | Cortina–Toblach              | 16 km Verfolgung Freistil    | Justyna Kowalczyk                                                              | Arianna Follis                                                                       | Marianna Longa                                                                      | Justyna Kowalczyk |
| 08.01.2011                                                                  | Val di Fiemme                | 10 km klassisch Massenstart  | Justyna Kowalczyk                                                              | Therese Johaug                                                                       | Marianna Longa                                                                      | Justyna Kowalczyk |
| 09.01.2011                                                                  | Val di Fiemme                | 9 km Verfolgung Freistil     | Therese Johaug                                                                 | Marte Elden                                                                          | Marthe Kristoffersen                                                                | Justyna Kowalczyk |
| Tour-de-Ski-Gesamtwertung                                                   | Tour-de-Ski-Gesamtwertung    | Tour-de-Ski-Gesamtwertung    | Justyna Kowalczyk                                                              | Therese Johaug                                                                       | Marianna Longa                                                                      | Justyna Kowalczyk |
| 15.01.2011                                                                  | Liberec                      | Sprint Freistil              | Kikkan Randall                                                                 | Hanna Falk                                                                           | Celine Brun-Lie                                                                     | Justyna Kowalczyk |
| 16.01.2011                                                                  | Liberec                      | Teamsprint klassisch         | Norwegen IMaiken Caspersen Falla Marit Bjørgen                                 | Italien IMagda Genuin Marianna Longa                                                 | Norwegen IIKari Vikhagen Gjeitnes Celine Brun-Lie                                   | Justyna Kowalczyk |
| 22.01.2011                                                                  | Otepää                       | 10 km klassisch              | Marit Bjørgen                                                                  | Justyna Kowalczyk                                                                    | Therese Johaug                                                                      | Justyna Kowalczyk |
| 23.01.2011                                                                  | Otepää                       | Sprint klassisch             | Petra Majdič                                                                   | Hanna Brodin                                                                         | Maiken Caspersen Falla                                                              | Justyna Kowalczyk |
| 04.02.2011                                                                  | Rybinsk                      | 10 km Skiathlon              | Justyna Kowalczyk                                                              | Marianna Longa                                                                       | Aino-Kaisa Saarinen                                                                 | Justyna Kowalczyk |
| 05.02.2011                                                                  | Rybinsk                      | Sprint Freistil              | Vesna Fabjan                                                                   | Katja Višnar                                                                         | Justyna Kowalczyk                                                                   | Justyna Kowalczyk |
| 06.02.2011                                                                  | Rybinsk                      | 4 × 5 km Staffel             | ItalienMagda Genuin Marianna Longa Silvia Rupil Arianna Follis                 | Russland IWalentina Nowikowa Swetlana Nikolajewa Julija Tschekaljowa Olga Michailowa | Russland IIAnastassija Kasakul Julija Tichonowa Julija Iwanowa Natalja Korosteljowa | Justyna Kowalczyk |
| 19.02.2011                                                                  | Drammen                      | 10 km klassisch              | Marit Bjørgen                                                                  | Justyna Kowalczyk                                                                    | Aino-Kaisa Saarinen                                                                 | Justyna Kowalczyk |
| 20.02.2011                                                                  | Drammen                      | Sprint Freistil              | Kikkan Randall                                                                 | Maiken Caspersen Falla                                                               | Charlotte Kalla                                                                     | Justyna Kowalczyk |
| 24. Februar bis 8. März 2011 – 48. Nordische Skiweltmeisterschaften in Oslo |                              |                              |                                                                                |                                                                                      |                                                                                     | Justyna Kowalczyk |
| 12.03.2011                                                                  | Lahti                        | 10 km Skiathlon              | Therese Johaug                                                                 | Justyna Kowalczyk                                                                    | Arianna Follis                                                                      | Justyna Kowalczyk |
| 13.03.2011                                                                  | Lahti                        | Sprint klassisch             | Marit Bjørgen                                                                  | Astrid Uhrenholdt Jacobsen                                                           | Petra Majdič                                                                        | Justyna Kowalczyk |
| Weltcup-Finale                                                              |                              |                              |                                                                                |                                                                                      |                                                                                     | Justyna Kowalczyk |
| 16.03.2011                                                                  | Stockholm                    | Sprint klassisch             | Petra Majdič                                                                   | Marit Bjørgen                                                                        | Maiken Caspersen Falla                                                              | Justyna Kowalczyk |
| 18.03.2011                                                                  | Falun                        | 2,5 km Prolog klassisch      | Marit Bjørgen                                                                  | Justyna Kowalczyk                                                                    | Therese Johaug                                                                      | Justyna Kowalczyk |
| 19.03.2011                                                                  | Falun                        | 10 km Skiathlon              | Marit Bjørgen                                                                  | Justyna Kowalczyk                                                                    | Therese Johaug                                                                      | Justyna Kowalczyk |
| 20.03.2011                                                                  | Falun                        | 10 km Verfolgung Freistil    | Arianna Follis                                                                 | Astrid Uhrenholdt Jacobsen                                                           | Therese Johaug                                                                      | Justyna Kowalczyk |
| Weltcup-Finale-Gesamtwertung                                                | Weltcup-Finale-Gesamtwertung | Weltcup-Finale-Gesamtwertung | Marit Bjørgen                                                                  | Justyna Kowalczyk                                                                    | Therese Johaug                                                                      | Justyna Kowalczyk |

### Verlauf Disziplinweltcups

#### Sprint
| Datum                                        | Ort        | Disziplin        | Rennsieger     | Rotes Trikot   |
| -------------------------------------------- | ---------- | ---------------- | -------------- | -------------- |
| Nordic Opening                               |            |                  |                |                |
| 26.11.2010                                   | Kuusamo    | Sprint klassisch | Marit Bjørgen  | Marit Bjørgen  |
| 04.12.2010                                   | Düsseldorf | Sprint Freistil  | Arianna Follis | Arianna Follis |
| 12.12.2010                                   | Davos      | Sprint Freistil  | Marit Bjørgen  | Arianna Follis |
| 5. Tour de Ski                               |            |                  |                | Arianna Follis |
| 02.01.2011                                   | Oberstdorf | Sprint klassisch | Petra Majdič   | Arianna Follis |
| 05.01.2011                                   | Toblach    | Sprint Freistil  | Petra Majdič   | Arianna Follis |
| 15.01.2011                                   | Liberec    | Sprint Freistil  | Kikkan Randall | Kikkan Randall |
| 23.01.2011                                   | Otepää     | Sprint klassisch | Petra Majdič   | Petra Majdič   |
| 05.02.2011                                   | Rybinsk    | Sprint Freistil  | Vesna Fabjan   | Petra Majdič   |
| 20.02.2011                                   | Drammen    | Sprint Freistil  | Kikkan Randall | Kikkan Randall |
| 48. Nordische Skiweltmeisterschaften in Oslo |            |                  |                | Kikkan Randall |
| 13.03.2011                                   | Lahti      | Sprint klassisch | Marit Bjørgen  | Petra Majdič   |
| Weltcup-Finale                               |            |                  |                | Petra Majdič   |
| 16.03.2011                                   | Stockholm  | Sprint klassisch | Petra Majdič   | Petra Majdič   |

#### Distanz
| Datum                                        | Ort             | Disziplin                   | Rennsieger        | Rotes Trikot      |
| -------------------------------------------- | --------------- | --------------------------- | ----------------- | ----------------- |
| 20.11.2010                                   | Gällivare       | 10 km Freistil              | Marit Bjørgen     | Marit Bjørgen     |
| Nordic Opening                               |                 |                             |                   | Marit Bjørgen     |
| 27.11.2010                                   | Kuusamo         | 5 km klassisch              | Marit Bjørgen     | Marit Bjørgen     |
| 28.11.2010                                   | Kuusamo         | 10 km Verfolgung Freistil   | Therese Johaug    | Marit Bjørgen     |
| 11.12.2010                                   | Davos           | 10 km klassisch             | Marit Bjørgen     | Marit Bjørgen     |
| 18.12.2010                                   | La Clusaz       | 15 km Freistil Massenstart  | Marit Bjørgen     | Marit Bjørgen     |
| 5. Tour de Ski                               |                 |                             |                   | Marit Bjørgen     |
| 31.12.2010                                   | Oberhof         | 2,5 km Prolog Freistil      | Justyna Kowalczyk | Marit Bjørgen     |
| 01.01.2011                                   | Oberhof         | 10 km Verfolgung klassisch  | Justyna Kowalczyk | Justyna Kowalczyk |
| 03.01.2011                                   | Oberstdorf      | 10 km Skiathlon             | Anna Haag         | Justyna Kowalczyk |
| 06.01.2011                                   | Cortina–Toblach | 16 km Verfolgung Freistil   | Justyna Kowalczyk | Justyna Kowalczyk |
| 08.01.2011                                   | Val di Fiemme   | 10 km klassisch Massenstart | Justyna Kowalczyk | Justyna Kowalczyk |
| 09.01.2011                                   | Val di Fiemme   | 9 km Verfolgung Freistil    | Therese Johaug    | Justyna Kowalczyk |
| 22.01.2011                                   | Otepää          | 10 km klassisch             | Marit Bjørgen     | Justyna Kowalczyk |
| 04.02.2011                                   | Rybinsk         | 10 km Skiathlon             | Justyna Kowalczyk | Justyna Kowalczyk |
| 19.02.2011                                   | Drammen         | 10 km klassisch             | Marit Bjørgen     | Justyna Kowalczyk |
| 48. Nordische Skiweltmeisterschaften in Oslo |                 |                             |                   | Justyna Kowalczyk |
| 12.03.2011                                   | Lahti           | 10 km Skiathlon             | Therese Johaug    | Justyna Kowalczyk |
| Weltcup-Finale                               |                 |                             |                   | Justyna Kowalczyk |
| 18.03.2011                                   | Falun           | 2,5 km Prolog Freistil      | Marit Bjørgen     | Justyna Kowalczyk |
| 19.03.2011                                   | Falun           | 10 km Skiathlon             | Marit Bjørgen     | Justyna Kowalczyk |

### Weltcupstände Frauen
| Rang | Name                       | Punkte |
| ---- | -------------------------- | ------ |
| 01   | Justyna Kowalczyk          | 2073   |
| 02   | Marit Bjørgen              | 1578   |
| 03   | Arianna Follis             | 1310   |
| 04   | Therese Johaug             | 1173   |
| 05   | Charlotte Kalla            | 1100   |
| 06   | Petra Majdic               | 1087   |
| 07   | Marianna Longa             | 1051   |
| 08   | Astrid Uhrenholdt Jacobsen | 810    |
| 09   | Aino-Kaisa Saarinen        | 715    |
| 10   | Kikkan Randall             | 657    |
| 11.  | Anna Haag                  | 604    |
| 12.  | Krista Lähteenmäki         | 568    |
| 13.  | Marthe Kristoffersen       | 560    |
| 14.  | Riitta-Liisa Roponen       | 518    |
| 15.  | Katrin Zeller              | 518    |
| 16.  | Julija Tschekaljowa        | 442    |
| 17.  | Nicole Fessel              | 420    |
| 18.  | Ida Ingemarsdotter         | 360    |
| 19.  | Walentyna Schewtschenko    | 350    |
| 20.  | Marte Elden                | 341    |
| 21.  | Vibeke Skofterud           | 331    |
| 22.  | Alena Procházková          | 315    |
| 23.  | Laure Barthélémy           | 312    |
| 24.  | Maiken Caspersen Falla     | 305    |
| 25.  | Ingvild Flugstad Østberg   | 304    |
| 26.  | Riikka Sarasoja-Lilja      | 301    |
| 27.  | Magda Genuin               | 288    |
| 28.  | Kristin Størmer Steira     | 268    |
| 29.  | Vesna Fabjan               | 266    |
| 30.  | Katja Višnar               | 266    |
| 31.  | Maria Rydqvist             | 249    |
| 32.  | Britta Johansson Norgren   | 240    |
| 33.  | Hanna Falk                 | 232    |
| 34.  | Pirjo Muranen              | 202    |
| 35.  | Anastassija Dozenko        | 180    |
| 36.  | Kerttu Niskanen            | 173    |
| 37.  | Masako Ishida              | 167    |
| 38.  | Celine Brun-Lie            | 162    |
| 39.  | Hanna Erikson              | 160    |
| 40.  | Eva Vrabcová-Nývltová      | 155    |
| 41.  | Denise Herrmann            | 139    |
| 42.  | Julija Iwanowa             | 135    |
| 43.  | Kateřina Smutná            | 133    |

| Rang | Name                           | Punkte |
| ---- | ------------------------------ | ------ |
| 44.  | Anne Kyllönen                  | 130    |
| 45.  | Stefanie Böhler                | 127    |
| 46.  | Aurore Jéan                    | 118    |
| 47.  | Lina Andersson                 | 110    |
| 48.  | Silvia Rupil                   | 103    |
| 49.  | Olga Mikhailova                | 102    |
| 50.  | Natalja Iljina                 | 90     |
| 51.  | Madoka Natsumi                 | 81     |
| 52.  | Walentina Nowikowa             | 74     |
| 53.  | Daria Gaiazova                 | 72     |
| 54.  | Hanna Kolb                     | 71     |
| 55.  | Natalja Korosteljowa           | 69     |
| 56.  | Virginia De Martin Topranin    | 67     |
| 57.  | Swetlana Nikolajewa            | 64     |
| 58.  | Chandra Crawford               | 59     |
| 59.  | Heidi Weng                     | 59     |
| 60.  | Evi Sachenbacher-Stehle        | 52     |
| 61.  | Emilie Vina                    | 52     |
| 62.  | Jelena Kolomina                | 49     |
| 63.  | Jennie Öberg                   | 46     |
| 64.  | Paulina Maciuszek              | 45     |
| 65.  | Swetlana Malachowa-Schischkina | 44     |
| 66.  | Celia Bourgeois                | 39     |
| 67.  | Kari Vikhagen Gjeitnes         | 39     |
| 68.  | Doris Trachsel                 | 37     |
| 69.  | Kirsi Perälä                   | 36     |
| 70.  | Mari Eide                      | 35     |
| 71.  | Sara Lindborg                  | 35     |
| 72.  | Elisa Brocard                  | 34     |
| 73.  | Silvana Bucher                 | 33     |
| 74.  | Barbara Jezeršek               | 30     |
| 75.  | Ivana Janečková                | 30     |
| 76.  | Olga Sawjalowa                 | 26     |
| 77.  | Jelena Soboljowa               | 25     |
| 78.  | Alija Iksanowa                 | 25     |
| 79.  | Larissa Schaidurowa            | 23     |
| 80.  | Perianne Jones                 | 22     |
| 81.  | Elizabeth Stephen              | 22     |
| 82.  | Laurien van der Graaff         | 22     |
| 83.  | Alenka Čebašek                 | 20     |
| 84.  | Magdalena Pajala               | 20     |
| 85.  | Anna Belaja                    | 20     |

| Rang | Name                       | Punkte |
| ---- | -------------------------- | ------ |
| 86.  | Swetlana Botschkarewa      | 19     |
| 87.  | Lada Nesterenko            | 18     |
| 88.  | Kari Øyre Slind            | 18     |
| 89.  | Antonella Confortola Wyatt | 17     |
| 90.  | Olga Schtschutschkina      | 16     |
| 91.  | Maria Nysted Grønvoll      | 16     |
| 92.  | Mirjam Cossettini          | 15     |
| 93.  | Anastassija Kasakul        | 15     |
| 94.  | Lucia Anger                | 15     |
| 95.  | Julija Tichonowa           | 14     |
| 96.  | Mia Eriksson               | 14     |
| 97.  | Kateryna Hryhorenko        | 14     |
| 98.  | Morgan Arritola            | 12     |
| 99.  | Manon Locatelli            | 11     |
| 100. | Linn Sömskar               | 11     |
| 101. | Alena Sannikawa            | 10     |
| 102. | Oxana Ussatowa             | 10     |
| 103. | Olga Parfinenko            | 9      |
| 104. | Mari Laukkanen             | 8      |
| 104. | Viktoria Melina            | 8      |
| 104. | Natalja Sjatikowa          | 8      |
| 107. | Olga Kuziukova             | 7      |
| 108. | Ragnhild Haga              | 7      |
| 108. | Polina Medwedewa           | 7      |
| 110. | Sofia Bleckur              | 7      |
| 111. | Seraina Boner              | 7      |
| 112. | Natalia Lapina             | 7      |
| 113. | Gaia Vuerich               | 5      |
| 114. | Astrid Øyre Slind          | 4      |
| 115. | Natalja Sernowa            | 4      |
| 116. | Yuki Kobayashi             | 3      |
| 117. | Mariya Guschina            | 3      |
| 118. | Viktoria Kuramshina        | 3      |
| 119. | Aurélie Dabudyk            | 2      |
| 119. | Britt Ingunn Nydal         | 2      |
| 121. | Piret Pormeister           | 2      |
| 122. | Laura Orgué                | 2      |
| 123. | Karolina Grohova           | 2      |
| 124. | Triin Ojaste               | 1      |
| 125. | Evgenia Tichonowa          | 1      |
| 126. | Martine Ek Hagen           | 1      |
| 126. | Mirva Rottensteiner        | 1      |
| 126. | Elena Uskowa               | 1      |

| Rang | Name                 | Punkte |
| ---- | -------------------- | ------ |
| 1    | Justyna Kowalczyk    | 1039   |
| 2    | Marit Bjørgen        | 775    |
| 3    | Therese Johaug       | 671    |
| 4    | Marianna Longa       | 563    |
| 5    | Arianna Follis       | 518    |
| 6    | Charlotte Kalla      | 503    |
| 7    | Aino-Kaisa Saarinen  | 446    |
| 8    | Anna Haag            | 430    |
| 9    | Riitta-Liisa Roponen | 353    |
| 10   | Marthe Kristoffersen | 350    |

| Rang | Name                       | Punkte |
| ---- | -------------------------- | ------ |
| 1    | Petra Majdič               | 480    |
| 2    | Arianna Follis             | 434    |
| 3    | Kikkan Randall             | 427    |
| 4    | Marit Bjørgen              | 403    |
| 5    | Justyna Kowalczyk          | 314    |
| 6    | Maiken Caspersen Falla     | 305    |
| 7    | Astrid Uhrenholdt Jacobsen | 277    |
| 8    | Katja Višnar               | 266    |
| 9    | Vesna Fabjan               | 264    |
| 10   | Hanna Falk                 | 232    |